# Skånska Dagbladet
Skånska Dagbladet är en lokal dagstidning med säte i Eslöv och Malmö. Tidningen utkommer tre dagar i veckan (2024--). På ledarplats företräder tidningen Centerpartiets värderingar. Den grundades 1888 av typografen Rudolf Asp med Leonard Ljunglund som förste huvudredaktör.
Tidningen har som sin symbol den heraldiska "skåneländska pantern", som med vassa klor ursprungligen återfinns inristad på den vikingatida Skårbystenen, uppställd utanför Kulturen i Lund och som numera används för att uttrycka den sydsvenska särarten och kulturen. Pantern står för koncernen som en vässad väktare av det fria ordet.
Skånska Dagbladet-koncernen var södra Sveriges sista lokalt ägda dagspressbolag fram till verksamheten i juli 2021 köptes av Tidningsbärarna, som ägs av Bonnier News Local och Gota Media. Från 2022 är Skånska Dagbladet en del av Bonnier News Local. 

## Historik
Skånska Dagbladet grundades av boktryckaren Rudolf Asp. Familjen Asp sålde 1919 tidningen till Jordbrukarnas Riksförbund, och med Nils Berlin som chefredaktör (fram till 1928) blev tidningen – som dittills hålligt en liberal linje – ett organ för Bondeförbundet.
Berlins bror Hjalmar Berlin tog därefter över, och hans 20-åriga tid som chefredaktör (fram till 1948) innebar att tidningen kom att få en än tydligare högerinriktad ledning. Hjalmar Berlin hade tidigare varit aktiv i Malmö Allmänna valmansförening, den dåtida lokala högerorganisationen. Journalistiken från Berlin och de medarbetare han knöt kring sig var under 1930-talet mycket tyskvänlig och tydligt avog mot kommunismen. 9 april 1940 förklarade tidningens huvudledare att Tysklands invasion av Danmark och Norge var för "deras eget bästa", något som väckte protester och minskade Skånska Dagbladets anseende. Efter Hjalmar Berlins död 1948 förde efterträdarna på chefredaktörsposten tidningen tillbaka mot en mer reformvänlig politisk linje.
Genom kopplingen till Bondeförbundet och jordbrukarrörelsen kom tidningen allt eftersom att få större spridningsområde och en större inriktning mot landsbygdsrelaterade frågor. Kalmar Läns Tidning var åren 1959–62 en edition, och 1986 köptes Hörby-baserade Mellersta Skåne. Laholms Tidning köptes upp 1996 och Norra Skåne (med säte i Hässleholm) två år senare.
Mellan 1895 och 1949 publicerade man bilagan "Hemmet" på lördagar. Efter dess nedläggningen inledde man istället söndagsutgivning; denna avbröts 1954 men återupptogs 1974.
När Malmö-baserade Arbetet las ner år 2000 ökade Skånska Dagbladets upplaga betydligt, och fyra år senare gick man över till att trycka tidningen i tabloidformat.
Tidningen utdelade fram till 2005 Skånska Dagbladets Kulturpris. Från år 2000 utdelade man under flera år utmärkelsen Guldpantern inom idrott, kultur och affärsliv.

## Ägande
Tidningen ägs sedan hösten 2021 av Bonnier News Local. Tidigare ägdes Skånska Dagbladet främst av Skånska Tidningsägareföreningen (en ekonomisk förening med drygt 400 andelsägare och del av den lokala centerrörelsen).
I Skånska Dagbladet-koncernen ingår även tidningen Norra Skåne. Under åren 1996–2013 var också Laholms tidning en del av koncernen.
Främsta konkurrenter är Bonnierägda Sydsvenskan samt likaså Bonnierägda Lokaltidningen, samt Metro som ägs av Investment AB Kinnevik AB.
Den 8 juli 2021 meddelade Bonnier News och Gota Media att de genom bolaget Tidningsbärarna köper Skånska Dagbladet med Norra Skåne. Förvärvet innebär att Norra Skåne går samman med Kristianstadsbladet. Enligt stämmohandlingarna betalades en köpeskilling på 11,6 miljoner kronor för de två tidningsrörelserna samt att köparen tar över skulder på 28,5 miljoner vilket innebär att prislappen landade på 40,1 miljoner.

## Storlek och spridning
Tidningen hade enligt 2023 års TS-statistik en total upplaga på 13 800 exemplar. Tidningens räckvidd är totalt 79 000 personer per dag (SIFO/Orvesto 2023).
Utgivningsorten var sedan tidningen grundades för 125 år sedan Malmö, men i dag har Skånskan huvudredaktion i Eslöv. Utgivningsområdet i dag är främst Mellanskåne med Eslövs kommun, Höörs kommun och Hörby kommun. Man har nyhetsbevakning via reportrar som helt eller delvis täcker följande kommuner:
- Eslöv
- Hörby
- Höör
- Kävlinge
- Lund
- Lomma/Burlöv
- Malmö
- Sjöbo
- Skurup
- Staffanstorp
- Svalöv/Landskrona
- Svedala
- Trelleborg/Vellinge
- Ystad

Detta motsvarar alla kommuner i före detta Malmöhus län utom dem längst i norr, där Helsingborgs Dagblad dominerar den lokala tidningsmarknaden.

## Huvudredaktörer
- 1888–1891 Leonard Ljunglund[1]
- 1891–1892 Theodor Lindblom
- 1893–1919 Nathanael Hellberg
- 1919–1928 Nils Berlin
- 1928–1948 Hjalmar Berlin
- 1949–1954 Evald Gustavsson
- 1954–1958 Stig Mohlin
- 1958–1960 Allan Beer
- 1961–1964 Lars Braw
- 1964–1973 Gösta Håkansson
- 1974–1986 Tage Oscarsson
- 1986–2012 Jan A. Johansson
- 2013-2018 Lars J Eriksson
- 2018-2021 Lars Sjögren
- 2022- Lena Philipson

## Källhänvisningar
1. 1 2 3 4 5 6 7  Gutavsson, Karl Erik:  Skånska Dagbladet i Nationalencyklopedins nätupplaga. Läst 30 mars 2015.
2. ↑  Norra Skåne, "Pantern" Arkiverad 5 mars 2016 hämtat från the Wayback Machine.
3. 1 2 3  "Skånska Dagbladet och den politiska kursen". e-pages.dk/Skånska Dagbladet, jubileumsbilaga 2013-06-05, s. 20
4. 1 2  "Skånskan – din lokaltidning". Arkiverad 18 mars 2015 hämtat från the Wayback Machine. skanskan.se. Läst 30 mars 2015.